# Triomfbier Vooruit
Triomfbier Vooruit is een biologisch bier gebrouwen door Brasserie Dupont voor Kunstencentrum Vooruit.
Ter gelegenheid van 100 jaar Vooruit (1913-2013) werd beslist om opnieuw een eigen Vooruitbier te brouwen. Hiervoor werd Brasserie Dupont aangesproken. Het werd een biologisch amberkleurig bier van hoge gisting met hergisting op de fles.
Brouwerij Vooruit, een voormalige brouwerij van de Coöperatieve Maatschappij Vooruit, brouwde ooit een bier genaamd Triomf. Verwijzend naar dat bier gaf men het nieuwe bier de naam 'Triomfbier Vooruit'. 
Olivier Dedeycker, brouwer bij Dupont (4e generatie van de familiebrouwerij), vertelt: "Het idee was om terug te gaan naar een oude stijl van bier gecreëerd rond 1905: de Spéciale belge, een dorstlessend bier met een niet al te hoog alcoholgehalte (6 vol%). Er werd gewerkt met vier verschillende moutsoorten, waarvan een klein deel gerookte mout om iets specifieks aan het bier mee te geven."